# Hội đồng Trung ương Công đoàn Liên Xô
Hội đồng Trung ương Công đoàn toàn Liên bang (tiếng Nga: Всесою́зный центра́льный сове́т профессиона́льных сою́зов, vsesoyuzny centrálnyj sovét professionálnyh sojúzov, viết tắt VTsSPS, TWCDLX) là cơ quan trung ương của các tổ chức công đoàn, cơ quan chỉ đạo hoạt động của tất cả các tổ chức công đoàn ở Liên Xô từ năm 1918 đến năm 1990. Năm 1933, các cơ cấu của Bộ Dân ủy Lao động được sáp nhập vào VTsSPS, sau đó VTsSPS thực sự trở thành một cơ quan nhà nước.
Hội đồng Trung ương Công đoàn toàn Liên bang được gọi với nhiều tên khác nhau:
- Hội đồng Trung ương lâm thời Công đoàn toàn Nga (Временный Всероссийский центральный совет профессиональных союзов) 20 tháng 6 (3 tháng 7) 1917 - 7 tháng 1 (20 tháng 1), 1918;
- Hội đồng Trung ương Công đoàn toàn Nga (Всероссийский центральный совет профессиональных союзов) 7 tháng 1 (20 tháng 1), 1918 - 11 tháng 11 năm 1924;
- Hội đồng Trung ương Công đoàn toàn Liên bang (11 tháng 11 năm 1924 - 29 tháng 10 năm 1990).

## Lịch sử

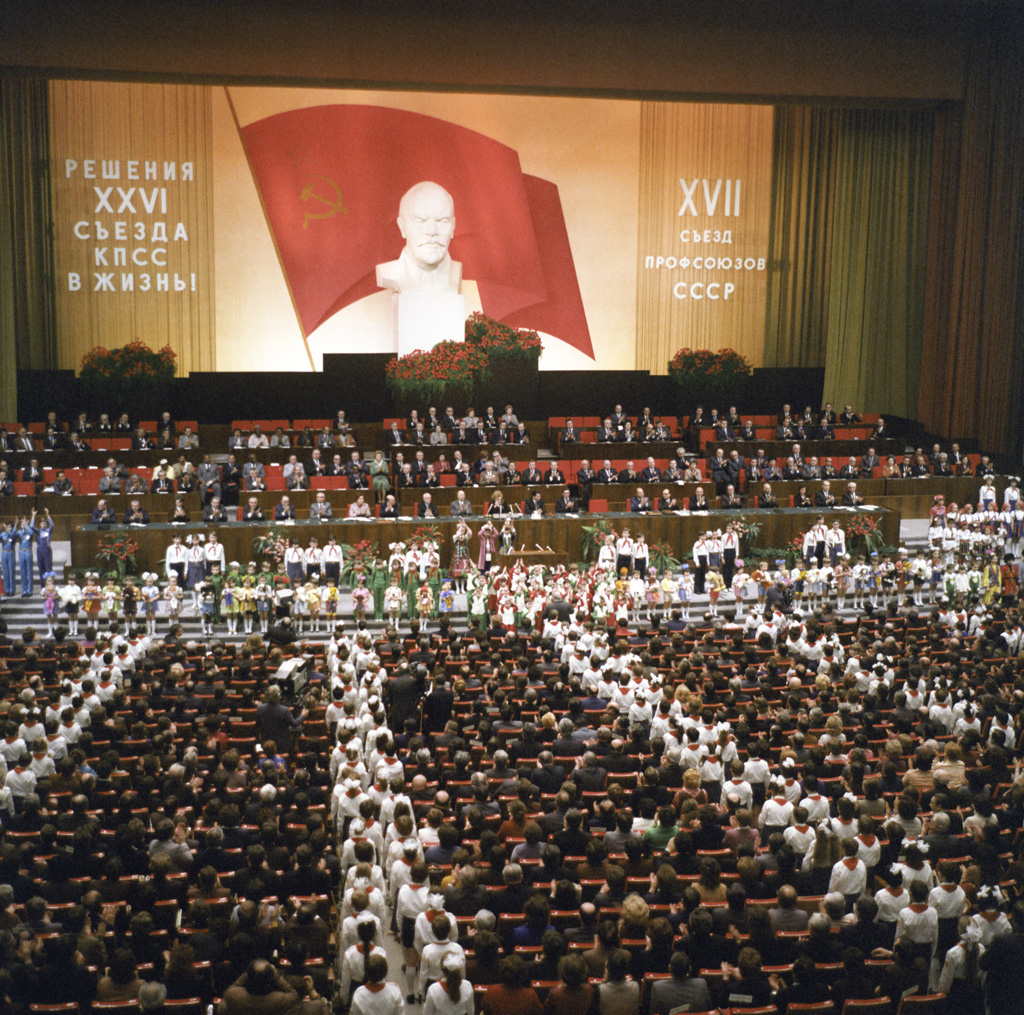
Đại hội lần thứ XVII của Hội đồng Công đoàn Trung ương toàn liên bang tại Cung Kremlin Quốc gia ngày 19 tháng 3 năm 1982.

### Hợp nhất tổ chức công đoàn
Hội nghị đầu tiên của các tổ chức công đoàn Nga được tổ chức vào ngày 24/9-7/10/1905, lần thứ hai vào ngày 24-28/2/1906. Vào ngày 16 - 17 tháng 4 năm 1917, tại Petrograd đã tổ chức một cuộc họp đại diện Cục Công đoàn Trung ương Petrograd và Moskva, và Sở Lao động của Xô viết Đại biểu Công nhân và Binh sĩ Petrograd, một Ủy ban tổ chức được thành lập để triệu tập Hội nghị Công đoàn toàn Nga (Всероссийская конференция профсоюзов).
Vào ngày 20-28 tháng 6 (3-11 tháng 7) năm 1917, Hội nghị Công đoàn toàn Nga đã bầu ra Hội đồng Công đoàn Trung ương lâm thời toàn Nga, Hội đồng Công đoàn Trung ương toàn Nga giữ quyền lực giữa hai kỳ Hội nghị. Ban chấp hành được bầu từ Hội đồng lâm thời. Victor Petrovich Grinevich phái Menshevik được bầu làm Chủ tịch Hội đồng Công đoàn Trung ương toàn Nga, sau cuộc cách mạng xã hội chủ nghĩa tháng Mười đã từ chức để phản đối việc những người Bolshevik cướp chính quyền bằng vũ trang.

### Thành lập Hội đồng Công đoàn Trung ương toàn Liên bang
Vào ngày 7-14 tháng 1 (20-27 tháng 1) năm 1918, tại Đại hội Công đoàn toàn Nga lần thứ nhất, cơ quan lãnh đạo thường trực của phong trào công đoàn đã được bầu ra - Hội đồng Công đoàn Trung ương toàn Nga. Sau Hội nghị lần thứ IV (12-17/3/1918), bộ máy làm việc của Hội đồng Công đoàn Trung ương toàn Nga được hình thành. Ban Chấp hành được đổi tên thành Đoàn Chủ tịch Hội đồng Công đoàn Trung ương toàn Nga, được chính thức hóa theo Điều lệ của Hội đồng Công đoàn Trung ương toàn Nga được Đại hội V thông qua (17-22/9/1922).
Liên quan đến sự hình thành của Liên bang Cộng hòa Xã hội chủ nghĩa Xô viết, Đại hội VI Công đoàn (11-18 tháng 11 năm 1924) đã đổi tên Hội đồng từ toàn Nga thành Hội đồng Công đoàn Trung ương toàn Liên bang - tên đã được sử dụng cho đến khi bãi bỏ Hội đồng Công đoàn Trung ương toàn Liên bang vào năm 1990 - và Ủy ban Trung ương Công đoàn toàn Nga thành Ủy ban Trung ương Công đoàn toàn Liên bang.
Ngay từ năm 1918, Hội đồng Trung ương Công đoàn toàn Liên bang đã thực sự trực thuộc chính quyền Xô viết. Các cơ cấu công đoàn trở thành người giúp đỡ cho chính quyền Xô viết trong việc tịch thu lương thực. Dưới sự chỉ huy của Bộ Dân ủy Thực phẩm (Narkomprod) của Nga Xô, Cục Quân lương thuộc Hội đồng Trung ương Công đoàn toàn Liên bang, cùng với Hội đồng Trung ương Công đoàn toàn Liên bang, đã lãnh đạo các đội lương thực của công nhân (Prodotryad - biệt đội lương thực). Các cơ quan công nhân cấp tỉnh và cấp huyện của Hội đồng Công đoàn Trung ương toàn Liên bang tồn tại ở cấp địa phương trực thuộc các Ủy ban lương thực (продовольственных комитетах) có nhiệm vụ thống nhất các tổ chức công đoàn cơ sở, thành lập đội lương thực công nhân và chỉ đạo hoạt động của họ. Một thành viên của đội lương thực thường nhận được chứng nhận đồng thời thay mặt cho hai cơ quan: Bộ Dân ủy Thực phẩm và Văn phòng Hội đồng Công đoàn Trung ương.
Ngày 23 tháng 6 năm 1933, theo Nghị quyết của Ủy ban Chấp hành Trung ương, Hội đồng Dân ủy Liên Xô và Hội đồng Công đoàn Trung ương "Về việc hợp nhất Bộ Dân ủy Lao động Liên Xô với Hội đồng Công đoàn Trung ương toàn Liên bang", Bộ Dân ủy Lao động được thống nhất với Hội đồng Công đoàn Trung ương toàn Liên bang (bao gồm cả các cơ quan địa phương của mình). Như vậy, Hội đồng Công đoàn Trung ương toàn Liên bang chính thức trở thành cơ quan quyền lực nhà nước, cơ quan này nhận chức năng giám sát trong lĩnh vực xã hội và lao động.

### Sự phát triển của tổ chức công đoàn
Sau khi Chiến tranh Vệ quốc vĩ đại kết thúc, các tổ chức công đoàn được giao nhiệm vụ tổ chức các hoạt động giải trí và nâng cao sức khỏe cho công nhân, theo Nghị định số 335 của Hội đồng Bộ trưởng Liên Xô ngày 10 tháng 3 năm 1960, các viện điều dưỡng và khách sạn đã được chuyển giao cho công đoàn quản lý. Theo giấy phép công đoàn (một dạng phiếu chăm sóc sức khỏe, du lịch nghỉ dưỡng dành cho người lao động, trẻ em và hưu trí), 20% công nhân được điều trị miễn phí trong viện điều dưỡng, 10% nghỉ ngơi trong khách sạn và và những người khác trả cho các dịch vụ tương ứng 20% hoặc 30% chi phí.
Hoạt động này còn có sự tham gia của tổ chức các dịch vụ du lịch và tham quan: Nghị định của Đoàn Chủ tịch Hội đồng Công đoàn Trung ương toàn Liên bang số 411 ngày 30 tháng 5 năm 1969 "Về các biện pháp phát triển hơn nữa du lịch và tham quan trong nước" bắt buộc Hội đồng Bộ trưởng các nước cộng hòa liên bang, các Ủy ban Trung ương công đoàn và các tổ chức Komsomol phải biến du lịch và tham quan thành công nghiệp không khói, dịch vụ phổ thông cho nhân dân. Thành lập Hội đồng Du lịch và Tham quan Trung ương (Центральный совет по туризму и экскурсиям) thuộc Hội đồng Công đoàn Trung ương toàn Liên bang.
Bước tiếp theo để mở rộng hoạt động của tổ chức công đoàn trong chính sách bảo trợ xã hội và chăm sóc sức khỏe đã được đặt ra bởi Nghị định của Đoàn Chủ tịch Hội đồng Công đoàn Trung ương số 5-1 "Về việc phát triển và hoàn thiện hơn nữa tổ chức các dịch vụ điều dưỡng, du lịch và giải trí cho người lao động" ngày 26 tháng 4 năm 1988, quy định tăng số lượng viện điều dưỡng miễn phí giấy phép cho cựu chiến binh không lao động và binh lính quốc tế, tăng thêm 10 nghìn người/năm từ 1989-1991, nâng số lượng lên 120 nghìn người/năm, mở rộng mạng lưới khu nghỉ dưỡng sức khỏe giải trí gia đình, cơ sở hạ tầng phục vụ xe du lịch gia đình. Nó cũng đã được lên kế hoạch thành lập tại các khu du lịch lớn 28 trung tâm chẩn đoán tập trung được trang bị thiết bị hiện đại, đặc biệt chú trọng đến việc theo dõi điều trị bệnh nhân bị nhồi máu cơ tim, phẫu thuật tim và mạch máu, loét dạ dày, tá tràng, cắt túi mật.
Năm 1987, hơn 14 triệu công dân được điều trị và giải trí tại các khu y tế công đoàn và 41 triệu người Liên Xô sử dụng dịch vụ du lịch công đoàn, tổng cộng chiếm 1/5 dân số Liên Xô vào thời điểm đó.

### Xóa bỏ sự thống nhất
Trong thời kỳ perestroika, sự kiểm soát về ý thức hệ của Đảng Cộng sản Liên Xô đã bị suy yếu, điều này dẫn tới việc tổ chức Đại hội thành lập các Công đoàn Cộng hòa Nga Xô vào ngày 23 tháng 3 năm 1990, tổ chức này tuyên bố bác bỏ các ý tưởng của chủ nghĩa Mác-Lênin và việc thành lập Liên đoàn Công đoàn độc lập Nga (Федерация независимых профсоюзов России, FNPR), tổ chức thống nhất hầu hết các công đoàn chi nhánh và công đoàn lãnh thổ Nga.
Ngày 21-29 tháng 10 năm 1990, theo quyết định của Đại hội Công đoàn lần thứ XIX bãi bỏ Hội đồng Công đoàn Trung ương. Thay vào đó, Tổng Liên đoàn Công đoàn Liên Xô (Всеобщая конфедерация профсоюзов СССР, VKP) được thành lập, Tổng thư ký là Shcherbakov Vladimir Pavlovich.
Sau sự sụp đổ của Liên Xô và lệnh cấm của Đảng Cộng sản Liên Xô, tổ chức này đã bị giải tán, tài sản của nó được chuyển giao cho các tổ chức cộng hòa và công đoàn địa phương. Kế thừa hợp pháp ở Nga là Liên đoàn các Công đoàn Độc lập Nga (FNPR).

## Thành phần và cấu trúc
Hội đồng Công đoàn Trung ương toàn Liên bang gồm các ủy viên và ủy viên dự khuyết Hội đồng Công đoàn Trung ương toàn Liên bang và toàn bộ được Đại hội bầu ra với nhiệm kỳ 4 năm. Các chi bộ cơ sở của công đoàn "Hội đồng Công đoàn Trung ương toàn Liên bang" được đặt tại trung tâm từng cơ sở và tổ chức, trên thực tế, các tổ chức công đoàn, Đảng và Komsomol bổ sung hoạt động cho nhau.
Theo Điều lệ Công đoàn Liên Xô, các phiên họp toàn thể của Hội đồng Công đoàn Trung ương toàn Liên bang được tổ chức ít nhất 6 tháng một lần. Hội đồng Công đoàn Trung ương toàn Liên bang bầu ra Đoàn Chủ tịch để giám sát công việc Công đoàn giữa các phiên họp toàn thể, gồm Chủ tịch Hội đồng Công đoàn Trung ương toàn Liên bang, Thư ký Hội đồng Công đoàn Trung ương toàn Liên bang và các ủy viên Đoàn Chủ tịch. Hội đồng Công đoàn Trung ương toàn Liên bang bầu Ban Thư ký để đảm nhiệm công việc tổ chức và điều hành. Đại diện của Hội đồng Công đoàn Trung ương toàn Liên bang thuộc Ủy ban Lao động Nhà nước Liên Xô.

## Chức năng
Hội đồng Công đoàn Trung ương toàn Liên bang có chức năng sau:
- tham gia xây dựng các kế hoạch kinh tế quốc dân;
- lãnh đạo cuộc thi đua xã hội chủ nghĩa và phong trào lao động cộng sản;
- nghe báo cáo của các ủy ban, hội đồng công đoàn cũng như báo cáo của các bộ, ban ngành, ủy ban nhà nước về tình hình sản xuất, lao động, dịch vụ văn hóa cho cán bộ công nhân viên chức;
- được trao quyền sáng kiến lập pháp, có thể đệ trình các dự thảo luật và nghị định lên các cơ quan lập pháp;
- tham gia chuẩn bị và xem xét trước Hội đồng Bộ trưởng các dự thảo nghị quyết về tiền lương, bảo hiểm xã hội, bảo hộ lao động, dịch vụ văn hóa và tiêu dùng cho người lao động và giám sát việc chấp hành pháp luật và nghị quyết về những vấn đề này;
- ban hành các hướng dẫn, nội quy và giải thích rõ về việc áp dụng pháp luật lao động hiện hành;
- giám sát công tác bảo hiểm xã hội nhà nước và dịch vụ nghỉ dưỡng sức khỏe cho người lao động;
- lãnh đạo toàn liên bang các hội nhà phát minh và sáng tạo, các hội khoa học và kỹ thuật, các hiệp hội thể thao tự nguyện của các tổ chức công đoàn, phát triển du lịch;
- lập ra các trường và khóa học công đoàn;
- thông qua ngân sách công đoàn và ngân sách bảo hiểm xã hội nhà nước;
- đại diện cho các công đoàn Liên Xô trong phong trào công đoàn quốc tế và thay mặt là thành viên của Hiệp hội công đoàn quốc tế.

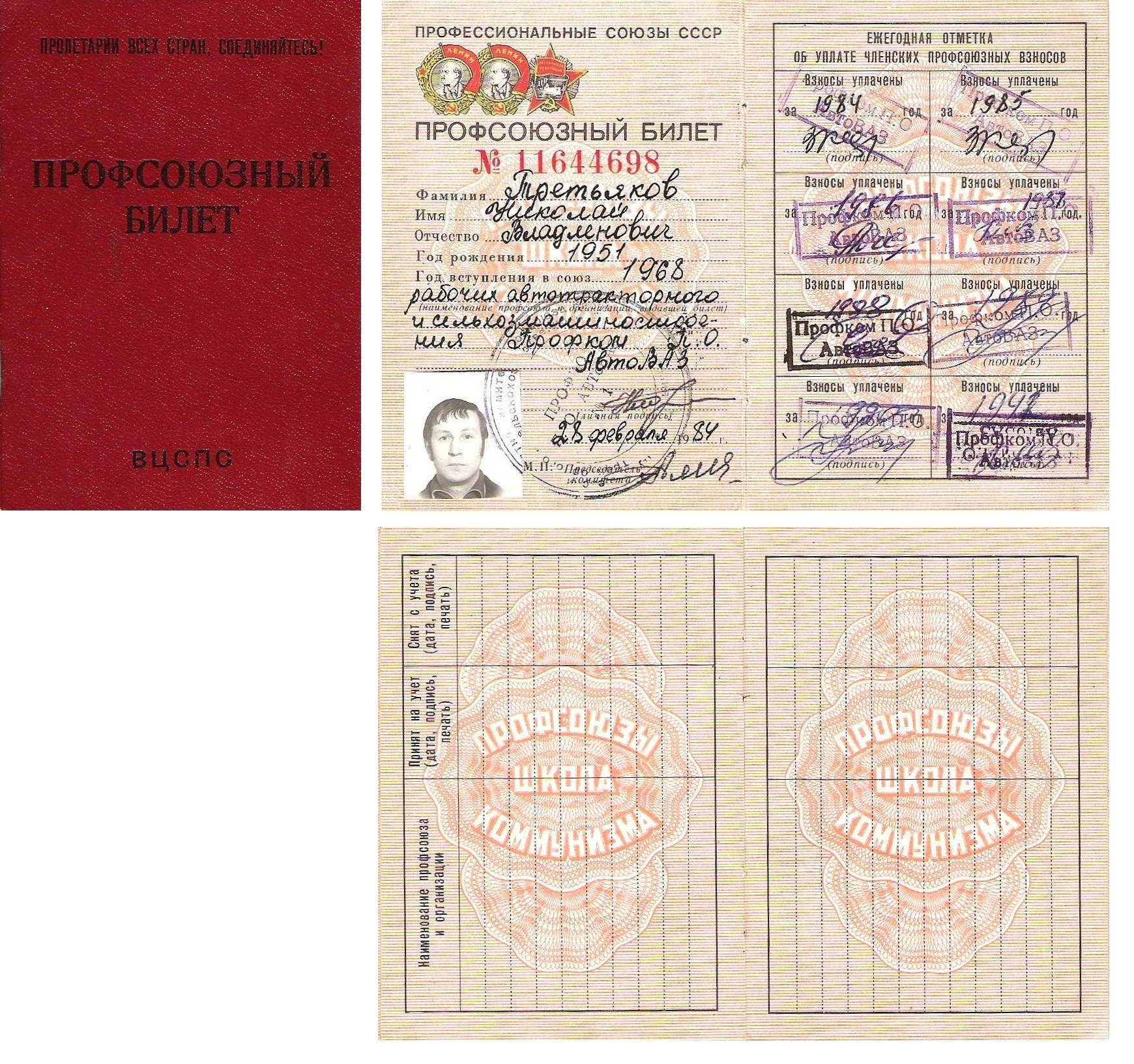
Thẻ công đoàn của Hội đồng Công đoàn Trung ương toàn liên bang năm 1984
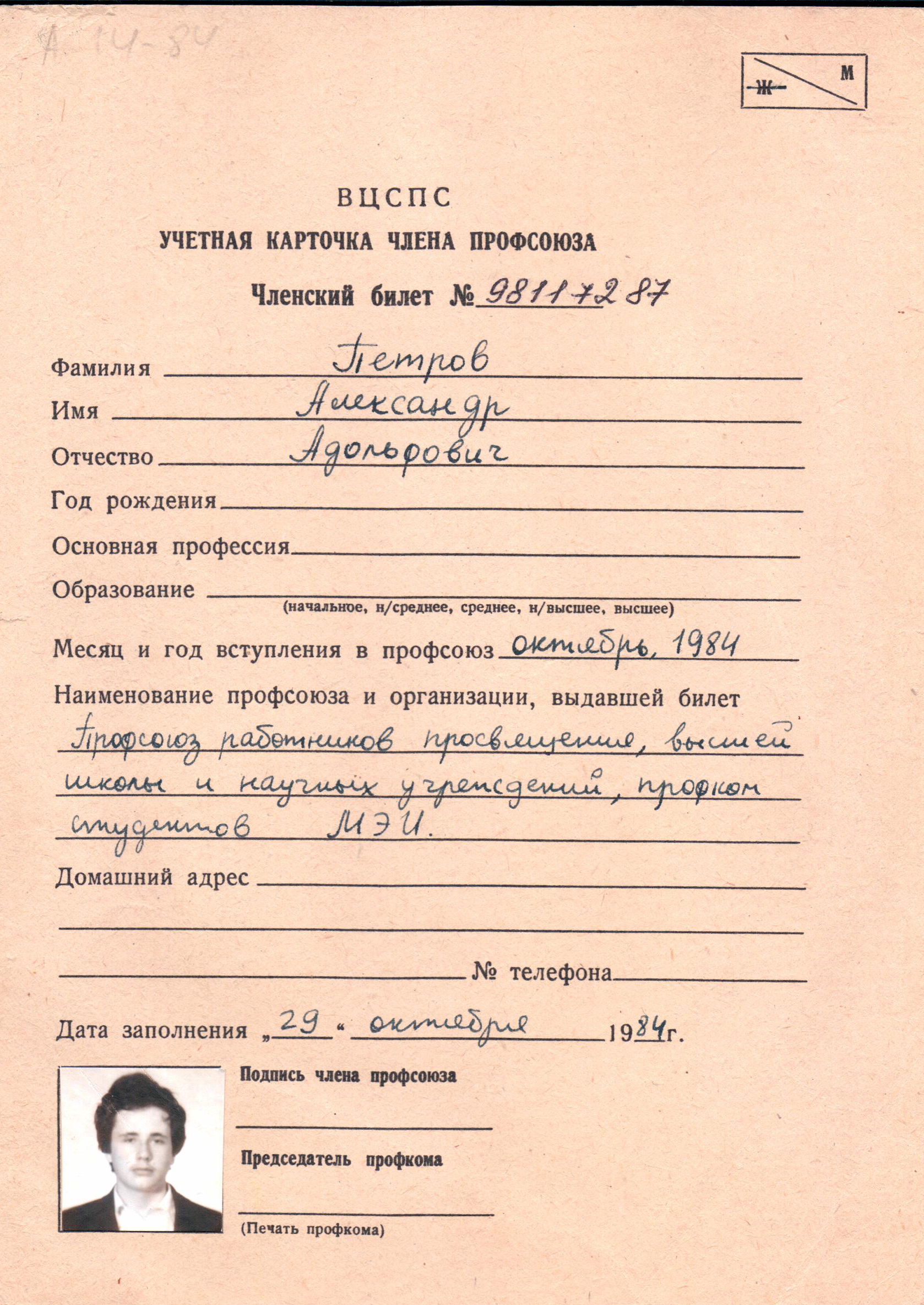
Thẻ thành viên Hội đồng Công đoàn Trung ương toàn Liên bang năm 1984
- Tập tin:(mặt trước)
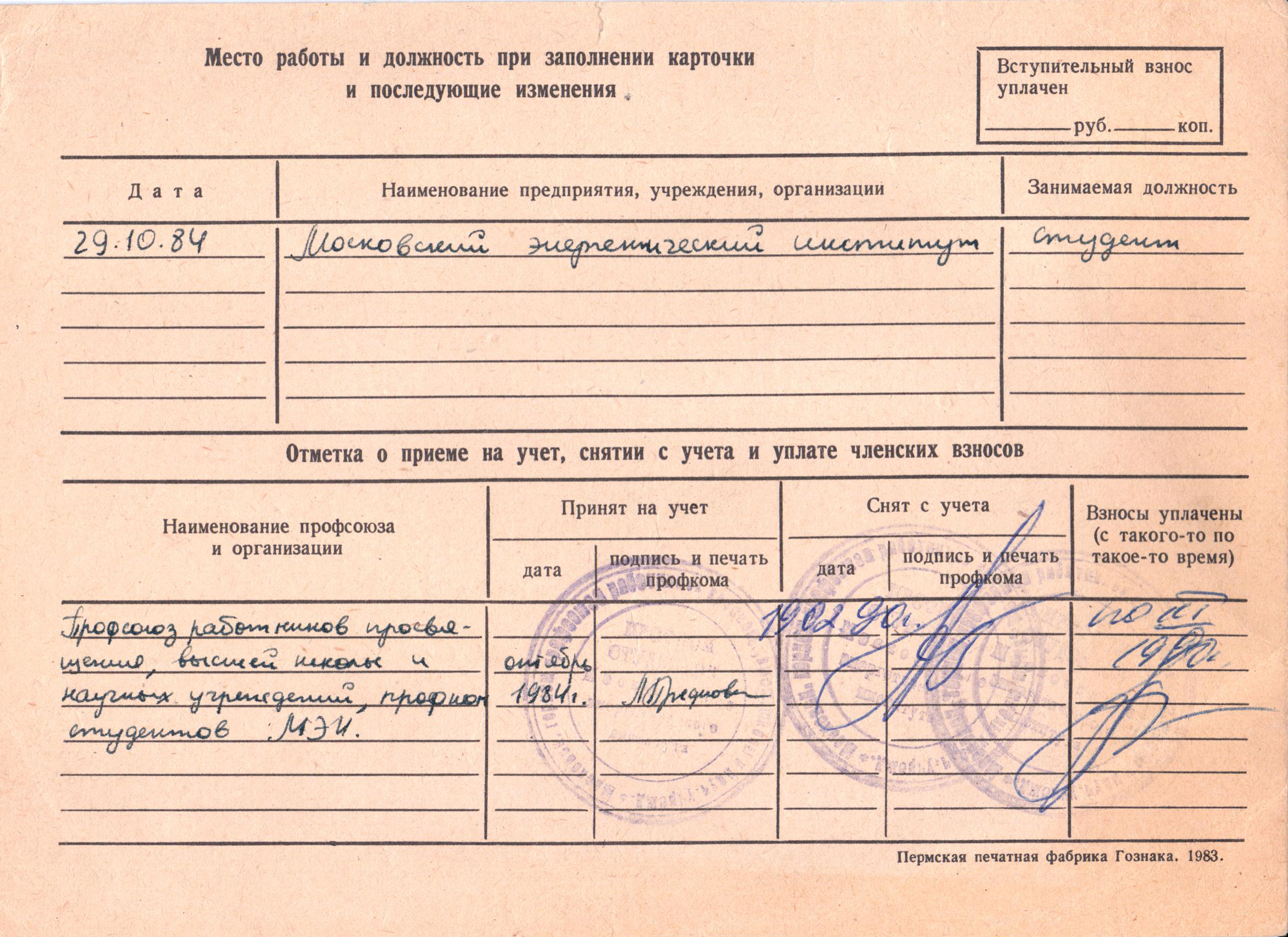
Thẻ thành viên Hội đồng Công đoàn Trung ương toàn Liên bang năm 1984
- Tập tin:(mặt sau)
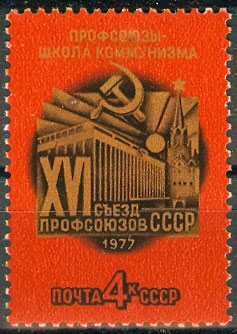
Tem bưu chính của Liên Xô năm 1977

## Lãnh đạo Hội đồng Công đoàn Trung ương toàn Liên bang
Chủ tịch Hội đồng Công đoàn Trung ương toàn Liên bang
1/1918—3/1918 — Grigory Yevseyevich Zinovyev
1918—1921 — Mikhail Pavlovich Tomsky
1922—1929 — Mikhail Pavlovich Tomsky
Bí thư thứ nhất Hội đồng Công đoàn Trung ương toàn Liên bang
1929—1930 — Aleksandr Ivanovich Dogadov
1930—1944 — Nikolai Mikhailovich Shvernik
Chủ tịch Hội đồng Công đoàn Trung ương toàn Liên bang
1944—1953 — Vasili Vasilyevich Kuznetsov
1953—1956 — Nikolai Mikhailovich Shvernik
1956—1967 — Viktor Vasilyevich Grishin
1967—1975 — Alexander Nikolayevich Shelepin
1976—1982 — Alexey Ivanovich Shibaev
1982—1990 — Stepan Alekseevich Shalaev
17/4 — 20/7/1990 — Gennady Ivanovich Yanayev

### Phó Chủ tịch
- 1954—1959 — Leonid Nikolaevich Solovyov
- 1961—1968 — Huseynov Kamran
- 1977—1985 — Vasily Ilyich Prokhorov
- 1985—1986 — Alexandra Pavlovna Biryukova
- 1986—1989 — Vladimir Grigorievich Lomonosov
- 1989—1990 — Gennady Ivanovich Yanayev
- 1990—1991 — Vladimir Pavlovich Shcherbakov

## Cơ quan báo chí
- Báo "Trud"
- Các tạp chí Công đoàn
- Nhà xuất bản Profizdat